# Selman Uranues

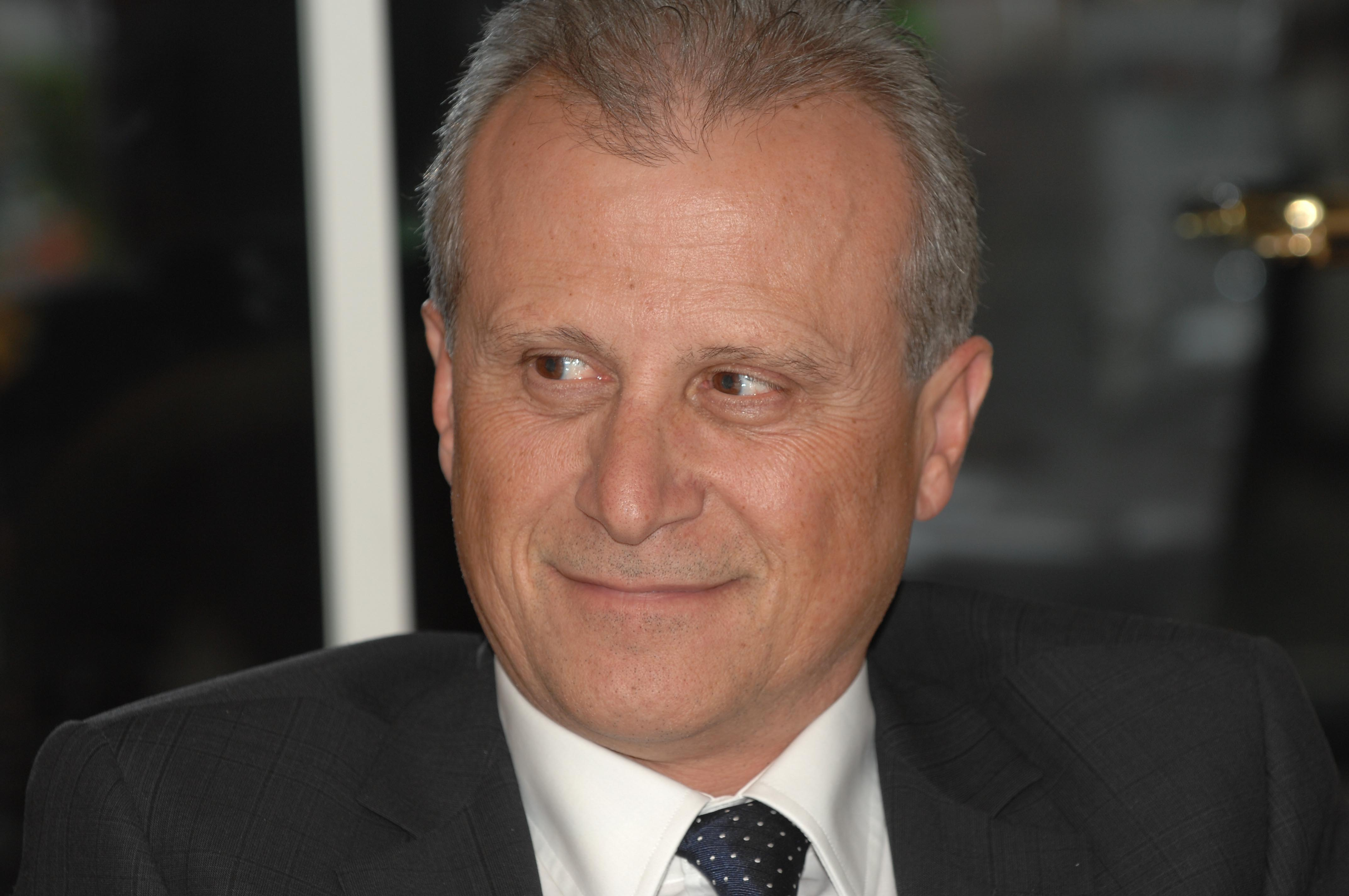
Selman Uranues

Selman Uranues ist ein österreichischer Mediziner und Universitätsprofessor für Chirurgie an der Medizinischen Universität Graz. Er ist bekannt für seine Arbeiten auf dem Gebiet der minimalinvasiven Chirurgie, Milz- und Gastrointestinal-Chirurgie, Viszeral-Traumatologie und Akutchirurgie.

## Leben
Selman Uranues studierte Medizin an der Medizinischen Universität Graz, wo er 1981 dort zum Doktor der Medizin promoviert wurde. 1988 schloss er die Ausbildung zum Facharzt für Chirurgie ab und habilitierte sich 1990 zum Universitätsdozent im Fach Allgemeinchirurgie. 1996 wurde er zum außerordentlichen Universitätsprofessor an der Medizinischen Universität Graz ernannt. 1996 folgte die Ernennung zum Leiter der Abteilung für Chirurgische Forschung. Uranues hat das Zusatzfach Viszeralchirurgie. Er erhielt zahlreiche Einladungen zu Gastprofessuren an den chirurgischen Kliniken der University of Pennsylvania, Hospital of the University of Pennsylvania 2000, der Karls-Universität Prag 2001, am Allegheny General Hospital, Pittsburgh 2004, an der University of Southern California, Los Angeles 2005 sowie am John Hunter Hospital der University of Newcastle 2008 sowie University of the Witwatersrand, Chris Hani Baragwanath Hospital, Johannesburg, Südafrika, 2011. Heute ist Uranues Universitätsprofessor und Leiter der chirurgischen Forschung der Abteilung Chirurgie der Medizinischen Universität Graz.

## Wissenschaftlicher Beitrag
Selman Uranues erlangte internationale Reputation auf der Grundlage seiner Erfahrung in minimalinvasiver Chirurgie, Viszeraltraumatologie und Akutchirurgie. Sein frühes Interesse an chirurgischer Forschung traf mit den Fortschritten bei Bauchspiegelung und minimalinvasiver Chirurgie zusammen. Auf der Basis seiner frühen experimentellen Studien und der immer stärker gefragten klinischen Anwendung immer kleinerer Instrumente und zunehmend ausgereifter Techniken, einschließlich virtueller Realität und Robotik, war er einer der frühen Vertreter auf diesem Gebiet. Ein aktueller Fokus von Uranues ist reduced port and endoscopic surgery. Hier liegt großes Potenzial für die künftige Reduzierung des chirurgischen Traumas bei einer hohen Anzahl von Prozeduren. Er war weltweit einer der Ersten, der die Milzerhaltung bei Verletzungen propagiert hat.
Seine Vorreiterrolle zeigte sich auch bei der Durchführung der ersten laparoskopischen milzerhaltenden Operationen. Die Anwendung der Laparoskopie in der Diagnostik und Therapie akuter Baucherkrankungen und der Reflux-Chirurgie stellen einen weiteren wissenschaftlichen Schwerpunkt dar. Er publizierte eine der ersten Arbeiten über die laparoskopische Teilentfernung der Bauchspeicheldrüse unter Erhaltung der Milz und ihrer Gefäße.

## Mitgliedschaften in internationalen wissenschaftlichen Vereinigungen
- 1993/1994 Präsident, Österreichische Gesellschaft für Chirurgische Forschung[13]
- 2008/2009 Präsident, European Society of Trauma and Emergency Surgery[14]
- 2008/2011 Vorsitzender, Education Committee, European Association of Endoscopic Surgery (EAES)[15]
- 2009/2012 Vorsitzender, Scientific Program Committee, European Association of Endoscopic Surgery[16]
- 2011/2013 Präsident, International Association for the Surgery of Trauma and Surgical Intensive Care (IATSIC)[17]
- Seit 2012 Mitglied des Board of Directors, World Coalition for Trauma Care[18]

## Ehrungen und Auszeichnungen
- 1990 Wissenschaftspreis der steirischen Ärztekammer
- 1991 Wissenschaftspreis der steirischen Ärztekammer
- 2008 3. Platz des „ebiz e-government award 2008 Steiermark“ für das Projekt „Virtuelle Operationstechniken in der Chirurgie“, Graz
- 2012 Innovationspreis der Familie Klee Stiftung, Frankfurt, Deutschland[19]
- 2014 Ehrendoktorwürde der Universität Bukarest
- 2014 Visiting Professor Jiaotong-Universität Shanghai. Affiliated First People’s Hospital

## Publikationen

### Bücher
- Die Milz und ihre aktuelle Chirurgie. Zuckschwerdt Verlag, München/ Bern/ Wien/ San Francisco 1991.
- Chirurgische Forschung. Zuckschwerdt Verlag, München/ Bern/ Wien/ New York 1994.
- Current Spleen Surgery. Zuckschwerdt Verlag, München/ Bern/ Wien/ New York 1995.
- mit K. H. Tscheliessnigg, G. Pierer (Hrsg.): Lehrbuch der allgemeinen und speziellen Chirurgie. Wilhelm Maudrich, Wien/ München/ Bern 1998.
- mit K. H. Tscheliessnigg, G. Pierer (Hrsg.): Lehrbuch der allgemeinen und speziellen Chirurgie. 2. Auflage. Wilhelm Maudrich, Wien/ München/ Bern 2003.
- mit Hans-Jörg Oestern, Otmar Trentz (Hrsg.): Head, thoracic, abdominal and vascular injuries. Band 1, Springer, Heidelberg u. a. 2011.
- mit Hans-Jörg Oestern, Otmar Trentz (Hrsg.): General Trauma Care and Related Aspects. Band 2, Springer, Heidelberg u. a. 2014.
- mit Hans-Jörg Oestern, Otmar Trentz (Hrsg.): Bone and Joint Injuries. Band 3, Springer, Heidelberg u. a. 2014.